# Troilus and Cressida (Thou and I)
Troilus and Cressida (Thou and I) is een compositie van Rutland Boughton. Boughton componeerde aan dit symfonisch gedicht in mei 1902. Toen het af was, vond de componist het echter veel te autobiografisch. Welke persoonlijke gebeurtenis hij had meegemaakt die de vergelijking met Troilus en Cressida kon weerstaan is niet bekend. Hij achtte het werk ongeschikt voor een publieke uitvoering en liet het links liggen. Het werk is alleen in manuscriptvorm bewaard gebleven, maar bladmuziek per muziekinstrument tot voor kort niet voorhanden. Daarbij komt nog dat de componist het beschouwde als een vroeg werk; in zijn Glastonburyperiode keek hij niet meer naar dit vroege werken om.
In 2011 verscheen een opname van dit romantische werk, dat in de geluidsstudio opgenomen is in juni 2010, de premièredata derhalve.    